# Laura Aubert
Laura Aubert (Barcelona, 1987) és una actriu i cantant catalana.
Com a actriu de teatre ha participat en muntatges com La Tendresa, d'Alfredo Sanzol (2019); L'Hostalera, de Pau Carrió (2017), o Amor & Shakespeare, de Josep Maria Mestres (2015). Va cofundar Els Pirates Teatre, una de les primeres companyies de teatre alternatiu de Barcelona. Va ser membre de la primera generació de la Kompanyia del Teatre Lliure. Com a actriu de televisió, ha participat en les sèries El Crac, de Joel Joan i Héctor Claramunt (2016-2017), i Com si fos ahir, de Sònia Sanchez (2018). En l'àmbit de la música, ha participat en múltiples produccions com a cantant solista, violinista i contrabaixista.

## Treballs

### Teatre
- Els feréstecs (2013)[3]
- Comediants, amb el sol a la maleta (2013)
- Somni americà[4]
- Amor & Shakespeare (2015)[5]
- L'Hostalera (2017)[2]
- La tendresa (2019)[2]
- Canto jo i la muntanya balla (2021)[6]
- Els secundaris, amb Bernat Cot (2022)[7]

### Televisió
- 10 anys recordant Miquel Martí i Pol (2014) - documental
- El crac (2017, 2a temporada) - sèrie[2]
- Com si fos ahir (2017) - telenovel·la a TV3[2]
- Buga Buga (2021) - telenovel·la a TV3